# El Rayo Misterioso
El Grupo Laboratorio de Teatro "El Rayo Misterioso" es uno de los más importante de la escena independiente de Rosario (Argentina). Su director es Aldo El-Jatib.

## Sala de teatro
El "Teatro del Rayo" cuenta con una sala polivalente para 150 espectadores, lo que convierte el lugar en el más grande del circuito alternativo rosarino. Desde 1996, el Teatro del Rayo funciona como Sede de todas las actividades del Grupo El Rayo Misterioso. Además, cuenta en su programación con espectáculos de diferentes tendencias en Artes Escénicas, Ciclos de cine, Talleres de diferentes disciplinas, Muestras de Talleres, ensayos, etc.
Un espacio independiente que ha programado a más de 90 grupos de Rosario, Argentina y el Exterior. Por la calidad y cantidad de actividades y público, se transformó en uno de los Centros Culturales Independientes más importantes de la Ciudad de Rosario.
Es Sede del Seminario Experimental para la Superación del Actor y de “Experimenta Teatro”, Encuentro Internacional de Grupos.

## Espectáculos
- Cirujas (1995)
- Muz (1997)
- Ram (2000)
- Macchina Napoli (2002)
- La Consagración de las Furias (2004)
- Hamlet (2005)[2]
- Litófagas (2007)[3]
- Dionisos Aut (2009)